# カジョ・ケジ
カジョ・ケジ（Kajo Keji）は、南スーダン南部のエクアトリア地方南部の中央エクアトリア州の都市。
2010年の人口は19万6000人。
およそ10万人もの難民が第二次スーダン内戦(1983年～2005年)から逃れて当地へやって来た。
聖公会カジョ・ケジ管区の所在地でもあり、アンソニー・ポゴ（Anthony Pogo）が主教を務めている。